# Asianidia alatavica
Asianidia alatavica är en insektsart som först beskrevs av Mitjaev 1969.  Asianidia alatavica ingår i släktet Asianidia och familjen dvärgstritar.
Artens utbredningsområde är Kazakstan. Inga underarter finns listade i Catalogue of Life.